# 1. FC 자르브뤼켄
1. FC 자르브뤼켄(1. FC Saarbrücken)은 1903년에 창단된 독일 자를란트주의 도시 자르브뤼켄의 축구 팀으로, 현재 3. 리가에서 활동하고 있다.

## 역사
1903년 투른페라인 말슈타트라는 체조 협회에서 축구부를 창설한 이후 1909년 FV 자르브뤼켄으로 이름을 변경했고 그 뒤 1945년 제2차 세계 대전이 종식된 후 연합군에 의해 해산 조치되었다가 현재의 팀명인 1. FC 자르브뤼켄으로 변경했다.
그리고 지역 리그에서는 여러번 우승을 거머쥐었으나 정작 분데스리가에서는 힘 한번 쓰지도 못한 채 강등의 수모를 겪었고 이후 1부에서 3부를 오고 가는 그저 그런 평범한 팀이 되었다.
그나마 DFB-포칼에서는 4강에 무려 5번 오르는 저력을 보여주었는데 특히 2019-20 시즌에서는 분데스리가의 강호들을 차례대로 연파하며 35년만에 4번째 DFB-포칼 4강 진출이자 4부 리그팀으로는 최초로 메이저 컵대회 4강 진출의 기적을 만들었고 2023-24 시즌에서도 분데스리가 최강팀 바이에른 뮌헨을 격파하는 기적을 일으키는 등 2019-20 시즌에 이어 분데스리가팀들을 3연속 격파하며 4년만에 통산 5번째 DFB-포칼 4강 진출의 쾌거를 이뤄냈다.

## 선수 명단

### 현역
참고: FIFA 자격 규정에 따라 소속된 국가대표팀 국기를 표시합니다. 선수는 복수의 FIFA 비회원국 국적을 가지고 있을 수 있습니다.
| 번호 | 포지션 | 국적     | 이름          |
| ---- | ------ | -------- | ------------- |
| 14   | DF     | 모잠비크 | 보네 우아페로 |

| 번호 | 포지션 | 국적     | 이름        |
| ---- | ------ | -------- | ----------- |
| 23   | MF     | 알바니아 | 팀 치베자   |
| 25   | FW     |          | 아민 나이피 |

## 역대 감독
| 감독            | 임기        |
| --------------- | ----------- |
| 유프 데어발     | 1965        |
| 오토 레하겔     | 1972 ~ 1973 |
| 한스 틸코프스키 | 1978        |
| 헤리베르트 베버 | 2001 ~ 2002 |

## 경력
- 1 분데스리가: 준우승 2회 (1943, 1952)